# Valle del Río Ohio (AVA)
El Ohio River Valley AVA es un AVA centrada en los alrededores del Río Ohio y las áreas de sus alrededores. Es la denominación de origen de vino más grande en los Estados Unidos, con 16,640,000 acres esparcidas en los estados de Indiana, Kentucky, Ohio y Virginia Occidental. En el área se encuentran mayormente plantadas las hybrid grapes como la Baco Noir, Marechal Foch, Seyval Blanc y la Vidal. De la Vitis vinifera las que más se encuentran en el área son las Chardonnay, Cabernet Sauvignon y Riesling.